# Barbourisia rufa
El pez-ballena rojo es la especie Barbourisia rufa, la única del género Barbourisia que a su vez es el único de la familia Barbourisiidae, un pez marino del orden cetomimiformes, especie cosmopolita distribuida por todos los océanos y mares del mundo. No tiene interés pesquero.

## Anatomía
Su longitud máxima es de 39 cm, sin espinas en las aletas, con radios blandos unos 20 en la aleta dorsal y unos 16 en la aleta anal; tiene una enorme boca muy característica con el maxilar externdiéndose hasta por detrás del ojo, con la mandíbula inferior sobresaliendo por delante más que la superior; en ambas mandíbulas se disponen bandas de finísimos dientes. Tanto el cuerpo como las aletas están recubiertos de pequeñas espínulas.

## Hábitat y biología
Vive pegado al fondo marino a gran profundidad, entre 120 y 2.000 metros, en todos los océanos tanto de agua tropical como de agua templada. Los juveniles son mesopelágicos, mientras que los adultos son siempre bentopelágicos; presumiblemente se alimentan de crustáceos.